# بازار سردار
بازار سردار هي بازار تاريخية تعود إلى عصر القاجاريون، وتقع في كرمان.